# 畑中和
畑中和（日语：／ Hatanaka Kazu，1969年1月13日—），日本女子田径运动员。她曾代表日本参加1992年、1996年、2000年和2004年夏季残疾人奥林匹克运动会田径比赛，获得一枚金牌、三枚银牌和一枚铜牌。